# Will Jordan
Willam Thomas Jordan (* 24. února 1998 Christchurch) je ragbista hrající Super Rugby za klub Cantenbury Crusaders a za novozélandskou reprezentaci. Jeho nejpreferovanější pozice jsou křídlo a zadák. 
S klubem Crusaders vyhrál v letech 2019–2023 a v roce 2025 Super Rugby. V roce 2022 společně se svými dvěma spoluhráči položil v Super Rugby nejvíce pětek (10).
V roce 2021, 2022, 2023 a 2024 byl World Rugby vybrán do nejlepší sestavy roku a od vzniku té ankety nechyběl mezi nejlepšími hráči roku. S reprezentací vyhrál v letech 2020–2023 Rugby Championship a na MS 2023 získal stříbrnou medaili. Na tomto šampionátu položil ze všech hráčů nejvíce pětek (8) a společně se třemi hráči položil na jednom mistrovství světa v ragby nejvíce pětek v historii. Reprezentační premiéru zažil v listopadu 2020 proti Austrálii. V roce 2017 se stal mistrem světa do 20 let.